# دراغو بابا
دراغو بابا (9 فبراير 1984 في كرواتيا - ) هو لاعب كرة قدم كرواتي في مركز الوسط. شارك مع منتخب كرواتيا تحت 17 سنة لكرة القدم ومنتخب كرواتيا تحت 19 سنة لكرة القدم ومنتخب كرواتيا تحت 20 سنة لكرة القدم ومنتخب كرواتيا تحت 21 سنة لكرة القدم. أما مع النوادي، فقد لعب مع نادي دينامو زغرب ونادي سلافن بيلوبو ونادي فاراجدين ونادي فربوفيك ‏ وNK Croatia Sesvete ‏ وإتش إن كيه غوريسا وNK Kamen Ingrad ‏.

## وصلات خارجية
- دراغو بابا على موقع اتحاد كرواتيا (الكرواتية)
- دراغو بابا على موقع قاعدة بيانات كرة القدم.إي يو (الإنجليزية)